# Allgemeines Ehrenzeichen (Hannover)
Das Allgemeine Ehrenzeichen des Königreichs Hannover wurde am 5. Juni 1841 durch König Ernst August von Hannover in zwei Abteilungen gestiftet:
- für Militärverdienste
- für Zivilverdienste

Beide Medaillen sind aus Silber gefertigt und zeigen mittig die gekrönten und verschlungenen Initialen des Stifters E. A. R. (Ernst August Rex). Rückseitig ist auf der Medaille für Militärverdienste innerhalb eines Lorbeerkranzes KRIEGER-VERDIENST zu lesen. Bei der Medaille für Zivilverdienste steht innerhalb eines Eichenkranzes VERDIENST UMS VATERLAND.
Die Auszeichnung für Militärverdienste wurde an einem weißen Band mit gelben Seitenstreifen, die für Zivilverdienste an einem weißen Band mit gelben Seiten- und schwarzen Randstreifen auf der linken Brust getragen.